# Stenotrema magnifumosum
Stenotrema magnifumosum är en snäckart som först beskrevs av Henry Augustus Pilsbry 1900.  Stenotrema magnifumosum ingår i släktet Stenotrema och familjen Polygyridae. Inga underarter finns listade i Catalogue of Life.